# Merrill M. Flood
Merrill Flood Meeks (1908 - 1991) fue un matemático estadounidense, que hizo notables aportaciones para el desarrollo de la teoría de juegos, junto con Melvin Dresher, planteó la base del modelo de cooperación y conflicto dilema del prisionero, estando en la  Corporación RAND (Research ANd Development)  RAND en 1950 ( Albert W. Tucker dio al juego del prisionero su actual interpretación, y por lo tanto el nombre con el que se conoce hoy en día).

## Biografía
Flood obtuvo una maestría en matemáticas en la Universidad de Nebraska y un doctorado en la Universidad de Princeton en 1935 bajo la supervisión de Joseph Wedderburn, con la tesis Division by Non-singular Matric Polynomials. 
En la década de 1930 comenzó a trabajar en la Universidad de Princeton , y después de la guerra trabajó en RAND, la Universidad de Columbia , la Universidad de Míchigan y la Universidad de California.
En 1950 Flood fue uno de los miembros fundadores de TIMS y su segundo presidente en 1955. Fue uno de los primeros miembros de la Society for General Systems Research . En 1961, fue elegido Presidente de la Sociedad de Investigación de Operaciones de América (ORSA), y de 1962 a 1965 se desempeñó como Vicepresidente del Instituto de Ingenieros Industriales . En 1983 fue galardonado con el premio de ORSA la medalla en honor a George E. Kimball.

## Trabajo
Flood es considerado un pionero en el campo de la gestión de la ciencia y la investigación de operaciones , ha sido capaz de aplicar sus técnicas a los problemas en muchos niveles de la sociedad. De acuerdo con Xu (2001) "Desde 1936-1946, aplicó un innovador análisis de sistemas a los problemas públicos y desarrolló un análisis costo-beneficio en el sector civil y el análisis de la rentabilidad en el sector militar ".

### Problema del vendedor ambulante
En la década de 1940, Flood publicó el nombre del Problema del vendedor ambulante (TSP) dentro de la comunidad matemática. Flood publicitó el problema del vendedor ambulante en 1948 presentándolo en la Corporación RAND. Según Flood "cuando estaba luchando con el problema de abordar un estudio de enrutamiento de autobuses escolares en Nueva Jersey".
Aún más importante, en cuanto al uso común, el propio Flood afirmó haber acuñado el término "software" a fines de la década de 1940.

### Problema del transporte de Hitchcock
Igualmente familiar en su campo original de las matemáticas de matrices y en las trincheras pragmáticas del ingeniero industrial, su investigación abordó una impresionante variedad de problemas de investigación operativa. Su artículo de 1953 sobre el problema del transporte de Hitchcock a menudo se cita, pero también publicó un algoritmo para resolver el problema del escondite de von Neumann.

## Publicaciones
- 1948, A Game Theoretic Study of the Tactics of Area Defense, RAND Research Memorandum
- 1949, Illustrative example of application of Koopmans' transportation theory to scheduling military tanker fleet, RAND Research Memorandum.
- 1951, A Preference Experiment. RAND Research Paper
- 1951, A Preference Experiment (Series 2, Trial 1).RAND Research Paper
- 1952, A Preference Experiment (Series 2, Trials 2, 3, 4). RAND Research Paper
- 1952, Aerial Bombing Tactics : General Considerations (A World War II Study), RAND Research Memorandum.
- 1952, On Game-Learning Theory and Some Decision-Making Experiments. RAND Research Paper
- 1952, Preference Experiment. RAND Research Memorandum
- 1952, Some Group Interaction Models. RAND Research Memorandum